# Стандартные марки СССР
Станда́ртные ма́рки СССР — официальные выпуски стандартных марок Советского Союза в период с 1923 по 1992 год. Всего было эмитировано четырнадцать основных стандартных выпусков марок СССР.
Из каталогов XXI века только каталог Певзнера насчитывает тринадцать серий стандартных марок СССР. Делает это он за счёт того, что называет действительную тринадцатую серию «дополнительным выпуском двенадцатого стандарта» и объявляет четырнадцатую серию тринадцатой. Более подробные сведения находятся в статье Тринадцатый выпуск стандартных марок СССР.

## Обобщающие сведения
С образованием Советского Союза на всей его территории стали использоваться союзные стандартные марки, которые выходили в период с 1923 по 1992 год в виде четырнадцати серий. Ниже дана сводная таблица для основных стандартных выпусков СССР.
| № выпуска | Дата выпуска | Номер по каталогу ЦФА/ИТЦ                                           | Пример изображения |
| --------- | --- | ------------------------------------------------------------------- | ------------------ |
| 1         | 11 октября 1923 — март 1927 | 99—192                                                              |                    |
| «Ленин»   | июль 1925 — март 1926 май 1928 — 1929 май 1939 — ноябрь 1939 | 220—224 307—309 670—672                                             |                    |
| 2         | октябрь 1927 — октябрь 1928 | 281—295                                                             |                    |
| 3         | август 1929 — январь 1941 | 314—346                                                             |                    |
| 4         | 1936—1953 | 556—559                                                             |                    |
| 5         | март — август 1939 | 667—669                                                             |                    |
| 6         | август 1939 — декабрь 1956 | 693—701                                                             |                    |
| «Кремль»  | май 1941 — 1954 | 806—807, 1255                                                       |                    |
| 7         | 22 мая 1948 — сентябрь 1954 | 1247—1255                                                           |                    |
| 8         | 16 октября 1948 — 1959 | 1379—1388                                                           |                    |
| 9         | 18 августа 1958 — март 1960 | 2217—2223                                                           |                    |
| 10        | 1 января 1961 — август 1966 | 2510—2520                                                           |                    |
| 11        | 25 октября 1966 — апрель 1969 | 3414—3437                                                           |                    |
| 12        | 10 августа — 17 декабря 1976 8 сентября — ноябрь 1977 4 августа 1978 | 4599—4610 4733—4744 4853—4867                                       |                    |
| 13        | 1 декабря 1980 25 апреля 1982 12 декабря 1982 28 декабря 1982 20 мая 1983 15 мая 1984 5 сентября 1984 20 января 1986 25 июня 1991 22 августа 1991 19 ноября 1991 20 апреля 1992 | 5136 5287 5340 5357 5392 5510 5548—5551 5699 6332 5549А 6375 5549.I |                    |
| 14        | 22 декабря 1988 25 декабря 1989 13 марта — 25 июня 1991 | 6013—6024 6145—6156 6298—6301                                       |                    |

## Описание отдельных выпусков

### Первый выпуск (1923—1927)
Марки первой стандартной серии СССР (ЦФА [АО «Марка»] #99—192; Sc #250—325) поступили в обращение 11 октября 1923 года. Их выпуск был связан с переходом на золотую валюту. Номиналы на миниатюрах указывались в копейках золотом, поэтому среди филателистов серия известна под названием «Золотой стандарт». Сюжеты марок были основаны на скульптурах И. Д. Шадра «Рабочий», «Крестьянин» и «Красноармеец» и совпадали с таковыми на марках четвёртого стандартного выпуска РСФСР 1923 года.
|                          |                          |                          |                          |                          |
| (ЦФА [АО «Марка»] № 100) | (ЦФА [АО «Марка»] № 101) | (ЦФА [АО «Марка»] № 102) | (ЦФА [АО «Марка»] № 103) | (ЦФА [АО «Марка»] № 104) |

|                          |                          |                          |                          |
| (ЦФА [АО «Марка»] № 105) | (ЦФА [АО «Марка»] № 106) | (ЦФА [АО «Марка»] № 107) | (ЦФА [АО «Марка»] № 108) |

В июне 1927 года на доплатных марках СССР 1925 года выпуска была сделана чёрная типографская надпечатка «Почтовая / марка / коп. 8 коп.». Они использовались как обычные стандартные марки. Надпечатка существует двух типов. Известны 22 различные перевёрнутые надпечатки.

### Выпуск «Ленин» (1925—1939)
В июле 1925 — мае 1928 года были выпущены высокономинальные стандартные марки от 1 до 10 рублей с портретом В. И. Ленина. Гравировал миниатюры П. Ксидиас, оформлением занимались Д. Голядкин и Н. Качура. В отличие от марок первого («золотого») выпуска стандартных марок СССР, номинал был указан в советских рублях. В отличие от второго выпуска стандартных марок, отпечатаных типографским способом на мелованной бумаге, высокономинальные марки с портретом В. И Ленина были выполнены металлографическим способом на обыкновенной бумаге с водяными знаками. Марки выпускались с зубцами трёх разных размеров и без зубцов (в 1926 году). Известны различные положения водяного знака (горизонтальное и вертикальное) и размеры рисунка. В 1928—1929 годах марки номиналами в 3, 5 и 10 рублей были переизданы на бумаге с другим водяным знаком. Гравировал их А. Троицкий. В мае 1939—1940 году эти три марки были вновь переизданы, но на бумаге без водяного знака. Известны по два размера рисунка каждой марки.
|                           |                           |                          |                           |                           |
| (ЦФА [АО «Марка»] № 220а) | (ЦФА [АО «Марка»] № 221а) | (ЦФА [АО «Марка»] № 222) | (ЦФА [АО «Марка»] № 223а) | (ЦФА [АО «Марка»] № 224а) |

|                          |                          |                          |
| (ЦФА [АО «Марка»] № 670) | (ЦФА [АО «Марка»] № 671) | (ЦФА [АО «Марка»] № 672) |

### Второй выпуск (1927—1928)
К 1927 году наметилась тенденция заменить марки первого стандартного выпуска новыми. Среди художников был объявлен конкурс. Они представили разнообразные проекты будущих знаков почтовой оплаты. Лучшими жюри признало проекты марок художника Л. Якимченко. Он же занимался оформлением всей серии.
Второй стандартный выпуск, состоявший из марок 15 номиналов, поступил в обращение в октябре 1927 — октябре 1928 года. Композиция миниатюр — рабочий и крестьянин — повторяла рисунок марок первого выпуска, но в другом оформлении. На марках в 14 и 18 копеек художник А. Эберлинг изобразил В. И. Ленина (по фотографии П. Оцупа). Марка номиналом в 18 копеек была выпущена в двух вариантах разного цвета. Первоначальный вариант оливкового цвета был признан неудачным, поэтому эту марку переиздали в синей расцветке. Формат марок, по сравнению с первым стандартом, был увеличен. Марки в 1, 2, 10 копеек известны без зубцов. В этой серии также были подготовлены марки шести номиналов с изображением красноармейца, однако они выпущены не были.
Марки второго стандартного выпуска использовались в обращении наравне с почтовыми знаками первого стандарта.
|                          |                          |                          |                          |                          |
|                          |                          |                          |                          |                          |
|                          |                          |                          |                          |                          |
| (ЦФА [АО «Марка»] № 281) | (ЦФА [АО «Марка»] № 284) | (ЦФА [АО «Марка»] № 287) | (ЦФА [АО «Марка»] № 289) | (ЦФА [АО «Марка»] № 295) |

Южное управление связи выпустило буклеты из марок этого выпуска в обложке из белого картона. Буклет включал в себя полоски из шести марок номиналом в 10 копеек и 5 копеек и четыре марки номиналом в 2 копейки. Всего на сумму — 98 копеек. Продавались они по 1 рублю.

### Третий выпуск (1929—1941)
В августе 1929 года начался выпуск третьей стандартной серии, которая переиздавалась и дополнялась до января 1941 года. Всего в этой серии были выпущены марки 16 номиналов с изображениями рабочего (художник А. Волков); работницы на фоне индустриального пейзажа и без фона, крестьянки на фоне сельскохозяйственного пейзажа и без него, красноармейца (Д. Голядкин); крестьянина (О. Амосова) и барельефа: рабочий, красноармеец и крестьянин. На марке в 14 копеек был помещён портрет В. И. Ленина (художник А. Эберлинг по фотографии П. Оцупа). На марке в 1 рубль художник В. Корзун изобразил здание Центрального телеграфа в Москве, на марке номиналом в 3 рубля изображена Волховская ГЭС имени Ленина (художник В. Куприянов). На миниатюрах рублёвых номиналов текст дан на русском языке и эсперанто.
Первая эмиссия третьего стандартного выпуска началась в августе 1929 года и продолжалась до сентября 1932 года. Марки этого выпуска печатались типографским способом и способом глубокой печати на бумаге с водяными знаками и без них, с гребенчатой (16 номиналов) и линейной (пять номиналов) зубцовкой.
|                          |                          |                          |                          |                          |
| (ЦФА [АО «Марка»] № 314) | (ЦФА [АО «Марка»] № 315) | (ЦФА [АО «Марка»] № 316) | (ЦФА [АО «Марка»] № 318) | (ЦФА [АО «Марка»] № 319) |
|                          |                          |                          |                          |                          |
| (ЦФА [АО «Марка»] № 321) | (ЦФА [АО «Марка»] № 323) | (ЦФА [АО «Марка»] № 324) | (ЦФА [АО «Марка»] № 325) | (ЦФА [АО «Марка»] № 691) |

|                          |                          |
| (ЦФА [АО «Марка»] № 328) | (ЦФА [АО «Марка»] № 329) |

В июне 1931 — сентябре 1932 года были переизданы марки девять номиналов. Они были отпечатаны типографским способом и способом глубокой печати на бумаге с водяными знаками, без зубцов. Марки номиналами в 4, 10, 15, 30 копеек и 1 рубль в почтовое обращение не поступали, однако продавались в филателистических магазинах как в чистом, так и в гашёном виде.
Третья и последняя эмиссия третьего стандартного выпуска началась в июне 1937 и продолжалась до января 1941 года. Были переизданы марки семи номиналов. Они печатались типографским способом на бумаге без водяных знаков, с зубцовкой.
В августе 1939 года был осуществлён вспомогательный выпуск. На марке третьей стандартной серии номиналом в 4 копейки (с водяным знаком и без него) была сделана типографская чёрная надпечатка нового номинала «30 коп.».

### Четвёртый выпуск (1936—1953)
В июле 1936 года началась эмиссия марок четвёртого стандартного выпуска, для которых использовались рисунки марок предыдущего выпуска. Всего было эмитировано три миниатюры номиналами в 10 (работница), 20 (крестьянка) и 40 копеек (портрет В. И. Ленина). Художниками миниатюр были Д. Голядкин и А. Эберлинг. Марки печатались типографским способом на обыкновенной и мелованной (марка в 40 копеек) бумаге, с зубцами. В декабре 1953 года марка номиналом в 10 копеек была переиздана с уменьшенным размером рисунка. Она была отпечатана офсетным способом на обыкновенной бумаге. Марки четвёртого стандартного выпуска неоднократно переиздавались на белой и сероватой бумаге с белым и жёлтым клеем, имеют многочисленные оттенки цвета.
|                          |                          |                          |                          |
| (ЦФА [АО «Марка»] № 556) | (ЦФА [АО «Марка»] № 557) | (ЦФА [АО «Марка»] № 558) | (ЦФА [АО «Марка»] № 559) |

### Пятый выпуск (март — август 1939)
Марки пятого стандартного выпуска поступили в обращение в феврале-августе 1939 года. Их было выпущено три, номиналами в 15, 30 и 60 копеек. Для марки в 30 копеек использовали рисунок Д. Голядкина предыдущего выпуска (работница), остальные марки оригинальных рисунков — рабочий-сталевар (рисунок был создан коллективом художников Гознака) и герб СССР (художник Н. Терморуков). Марка в 60 копеек была отпечатана глубокой печатью, остальные — типографской на обыкновенной бумаге без водяных знаков, с зубцами.
В январе 1938 года вышли две марки дополнительного стандартного выпуска, номиналами в 5 и 50 копеек. На миниатюрах художник В. Завьялов изобразил монумент «Рабочий и колхозница». Марки были отпечатаны типографским способом на обыкновенной бумаге без водяных знаков, с зубцовкой.
|                          |                          |                          |                          |                          |
| (ЦФА [АО «Марка»] № 667) | (ЦФА [АО «Марка»] № 668) | (ЦФА [АО «Марка»] № 669) | (ЦФА [АО «Марка»] № 580) | (ЦФА [АО «Марка»] № 582) |

### Шестой выпуск (1939—1956)
В августе 1939 года в обращение поступили марки шестого стандартного выпуска, который издавался до декабря 1956 года.
Первая эмиссия шестого стандартного выпуска началась в августе 1939 и продолжалась до марта 1940 года. На трёх миниатюрах номиналами в 5, 15 и 30 копеек художник В. Сидельников изобразил шахтёра, красноармейца и лётчика. В марте 1943 года серию дополнили маркой номиналом в 60 копеек с изображением Герба СССР, автором которой также был В. Сидельников. Первый тираж печатался типографским способом на простой бумаге, с зубцами. Марки в 15 и 30 копеек известны также без зубцов.
В сентябре 1946 года была переиздана марка номиналом в 30 копеек (лётчик). Её отпечатали литографским способом. В сентябре 1947 года марки номиналами в 15 (советский солдат) и 30 копеек (лётчик) отпечатали офсетом. В декабре того же года была выпущена миниатюра номиналом в 60 копеек с новым рисунком — Спасской башней Кремля. Отпечатана она была типографским способом. В декабре 1956 года переиздали марку номиналом в 5 копеек (шахтёр), отпечатав её офсетом.
Марки шестого стандартного выпуска переиздавались практически ежегодно до 1960 года, на разной по толщине, цвету и качеству бумаге, в различных оттенках цвета и с систематически повторяющимися графическими отклонениями. Значительное количество марок этого выпуска, особенно в годы войны, попало в обращение с дефектами.
|                          |                          |                          |                          |                          |                          |
| (ЦФА [АО «Марка»] № 693) | (ЦФА [АО «Марка»] № 694) | (ЦФА [АО «Марка»] № 695) | (ЦФА [АО «Марка»] № 696) | (ЦФА [АО «Марка»] № 700) | (ЦФА [АО «Марка»] № 701) |

### Выпуск «Кремль» (1941—1954)
В мае 1941 года был осуществлён дополнительный выпуск: выпущены высокономинальные марки дополнительного стандартного выпуска: Спасская башня Московского Кремля и Большой Кремлёвский дворец, номинал: 1 и 2 рубля соответственно. Автор миниатюр — художник Н. Темноруков. Марки отпечатали типографским способом.
В сентябре 1948 года дополнительный выпуск был дополнен маркой  (ЦФА [АО «Марка»] № 1255) номиналом в 1 рубль, миниатюра которой «Спасская башня Московского кремля» повторяла рисунок марки  (ЦФА [АО «Марка»] № 806) стандартного выпуска «Кремль» и была отпечатана офсетным способом. Известны четыре разных размера рисунка этой миниатюры. Среди прочего, марка  (ЦФА [АО «Марка»] № 1255) была переиздана в малом формате (художник В. Завьялов). В отличие от марок выпуска 1941 года она отпечатана способом глубокой печати (как марки седьмого стандартного выпуска), однако отличается качеством бумаги и зубцовкой. Кроме того, марка отличается от почтовых марок восьмой стандартной серии, отпечатанных офсетным способом. Марка была переиздана массовым тиражом в 1953 году  (ЦФА [АО «Марка»] № 1255Б)  (Mi #1245II) на плотной бумаге и с уменьшенным размером рисунка (14,5×21,5 мм), а также в 1954 году на офсетной бумаге (размер рисунка 14,25×21,0 мм) —  (ЦФА [АО «Марка»] № 1255-I).
|                          |                          |                           |
| (ЦФА [АО «Марка»] № 806) | (ЦФА [АО «Марка»] № 807) | (ЦФА [АО «Марка»] № 1255) |

### Седьмой выпуск (1948—1954)
Седьмой стандартный выпуск был первым послевоенным. Он появился в мае 1948 и издавался до сентября 1954 года. Серия состояла из марок девяти номиналов. На миниатюрах художник В. Завьялов изобразил: шахтёра (5 копеек), моряка (10 копеек), лётчика (15 копеек), колхозницу (20 копеек), Герб и флаг СССР (30 копеек), учёного (45 копеек), Спасскую башню Московского кремля (50 копеек) и солдата-пехотинца (60 копеек). Впервые стандартная серия была отпечатана способом глубокой печати.
|                           |                           |                           |                           |
| (ЦФА [АО «Марка»] № 1247) | (ЦФА [АО «Марка»] № 1248) | (ЦФА [АО «Марка»] № 1249) | (ЦФА [АО «Марка»] № 1250) |

|                           |                           |                           |                           |
| (ЦФА [АО «Марка»] № 1251) | (ЦФА [АО «Марка»] № 1252) | (ЦФА [АО «Марка»] № 1253) | (ЦФА [АО «Марка»] № 1254) |

### Восьмой выпуск (1948—1958)
В октябре 1948 года в обращение поступил восьмой стандартный выпуск, состоявший из марок семи номиналов. Он повторял рисунки предыдущего выпуска, выполненные В. Завьяловым, однако были несколько изменены цвета и номиналы: шахтёр — 15 копеек, колхозница — 20 копеек, лётчик — 25 копеек, учёный — 30 копеек, герб и флаг СССР — 40 копеек, Спасская башня Московского кремля — 50 копеек. Марка номиналом в 1 рубль вышла в увеличенном формате и с новым рисунком — самолёт и флаг ВВС СССР. Марки печатались офсетным способом. Существует два различных размера рисунка марки в 15 копеек и пять различных размеров марки в 40 копеек.
В ноябре 1949 — июле 1950 года марки номиналами в 25 и 40 копеек были переизданы. Их отпечатали типографским способом. От офсетных выпусков они отличаются увеличенным размером рисунка и специфической вдавленностью на оборотной стороне.
В марте 1957 года, в связи с изменением числа союзных республик, была переиздана марка номиналом в 40 копеек с рисунком герба СССР (15 вместо 16 ленточек). Марка была отпечатана офсетным способом. Существует два различных размера её рисунка. В сентябре 1958 года перегравированная марка была отпечатана способом глубокой печати.
Марки восьмого стандарта поступали в почтовое обращение с конца 1948 по 1960 год, чем обусловлено значительное количество разновидностей по печати. Они неоднократно подделывались как в ущерб почте, так и для обмана коллекционеров.
|                           |                           |                           |                            |
| (ЦФА [АО «Марка»] № 1379) | (ЦФА [АО «Марка»] № 1380) | (ЦФА [АО «Марка»] № 1381) | (ЦФА [АО «Марка»] № 1382)  |
|                           |                           |                           |                            |
| (ЦФА [АО «Марка»] № 1383) | (ЦФА [АО «Марка»] № 1384) | (ЦФА [АО «Марка»] № 1385) | (ЦФА [АО «Марка»] № 1383п) |

### Девятый выпуск (1958—1960)
В августе 1958 — июне 1960 года в обращение поступили марки девятого стандартного выпуска, состоящего из 3 миниатюр — в 20, 25 и 60 копеек. Авторами рисунков были художники Е. Гундобин (инженер-строитель) и Б. Березовский (колхозница и рабочий-сталевар). Первый тираж, поступивший в обращение в августе 1958 — мае 1959 года, был отпечатан металлографическим способом. Второй тираж, поступивший в обращение в мае 1959 — июне 1960 года, — офсетом. В марте 1960 года марка номиналом в 60 копеек (рабочий-сталевар) была переиздана в новом цвете — голубом вместо коричнево-красного.
Все марки прежних стандартных выпусков находились в обращения до 1 июня 1961 года.
|                           |                           |                           |                           |
| (ЦФА [АО «Марка»] № 2217) | (ЦФА [АО «Марка»] № 2218) | (ЦФА [АО «Марка»] № 2219) | (ЦФА [АО «Марка»] № 2223) |

### Десятый выпуск (1961—1966)
В январе 1961 года, в связи с денежной реформой, в обращение поступили марки десятого стандартного выпуска в новом масштабе цен. Первоначально серия состояла из семи номиналов. На миниатюрах художник В. Завьялов изобразил: комбайнёра за штурвалом (1 копейка), комбайн в поле (2 копейки), композиция «В космос!» (3 копейки), Государственный герб и флаг СССР (4 копейки), Московский Кремль (6 копеек), скульптуру «Рабочий и колхозница» (10 копеек) и плотину гидроэлектростанции и высоковольтную линию (16 копеек). Впервые на стандартных марках был указан год выпуска. Серию отпечатали офсетной печатью. Марки номиналами в 1 и 3 копейки были отпечатаны также металлографическим способом.
В марте 1961 года марку номиналом в 6 копеек (Московский Кремль) переиздали в другом цвете — вишнёвом (коричнево-лиловом) вместо светло-красного. А в ноябре 1965 года была переиздана марка номиналом в 4 копейки (государственный герб и флаг СССР) в красно-коричневом цвете вместо розово-красного.
|                           |                           |                           |                           |                            |
| (ЦФА [АО «Марка»] № 2510) | (ЦФА [АО «Марка»] № 2511) | (ЦФА [АО «Марка»] № 2512) | (ЦФА [АО «Марка»] № 2513) | (ЦФА [АО «Марка»] № 2513А) |
|                           |                           |                           |                           |                            |
| (ЦФА [АО «Марка»] № 2514) | (ЦФА [АО «Марка»] № 2515) | (ЦФА [АО «Марка»] № 2516) | (ЦФА [АО «Марка»] № 2517) | (ЦФА [АО «Марка»] № 2518)  |

В мае-июне 1961 года были выпущены марки высоких номиналов — 20, 30, 50 копеек с портретами В. И. Ленина разных лет (1919, 1918 и 1920 годов). Автором эскизов был художник П. Васильев. Марки печатались способом глубокой печати.
В июне 1961 года серию дополнили маркой номиналом в 12 копеек, на которой В. Завьялов изобразил памятник К. Минину и Д. М. Пожарскому в Москве. В отличие от остальных марок серии, её отпечатали способом глубокой печати и лишь в августе 1966 года переиздали в офсете.
В декабре 1964 года серия была дополнена маркой номиналом в 1 рубль с изображением Кремлёвского Дворца съездов. Автором миниатюры был А. Калашников. Отпечатали её способом автотипии на мелованной бумаге. Марка была выпущена ограниченным тиражом — 2 млн экземпляров.
|                           |                           |                           |                           |
| (ЦФА [АО «Марка»] № 2573) | (ЦФА [АО «Марка»] № 2574) | (ЦФА [АО «Марка»] № 2575) | (ЦФА [АО «Марка»] № 3137) |

Известны разновидности марок этого выпуска. Марки десятого стандартного выпуска эмитировались до августа 1966 года.

### Одиннадцатый выпуск (1966—1969)
В октябре 1966 — ноябре 1969 года в обращение поступил одиннадцатый стандартный выпуск. Серия состояла из марок 12 номиналов. Для этого выпуска В. Завьялов выполнил новые оригинальные рисунки: Кремлёвский дворец съездов (1 копейка), советская АМС «Луна-9» на Луне (2 копейки), советская молодёжь (3 копейки), Государственный герб и флаг СССР (4 копейки), современные средства связи (6 копеек), воин Советской Армии (10 копеек), рабочий-сталевар (12 копеек), женщина с голубем мира (16 копеек), демонстрация на Красной площади в Москве (20 копеек), мелиорация земель и химизация сельского хозяйства (30 копеек), почта (50 копеек) и портрет В. И. Ленина (1 рубль). Марки низких номиналов были отпечатаны офсетным способом, высоких (начиная с 20-копеечной) — способом глубокой печати. Миниатюры от 1 до 16 копеек выпускались как на обыкновенной, так и на флуоресцентной бумаге с голубым свечением разной интенсивности.
|                           |                           |                           |                           |
| (ЦФА [АО «Марка»] № 3414) | (ЦФА [АО «Марка»] № 3415) | (ЦФА [АО «Марка»] № 3416) | (ЦФА [АО «Марка»] № 3417) |
|                           |                           |                           |                           |
| (ЦФА [АО «Марка»] № 3418) | (ЦФА [АО «Марка»] № 3419) | (ЦФА [АО «Марка»] № 3420) | (ЦФА [АО «Марка»] № 3421) |
|                           |                           |                           |                           |
| (ЦФА [АО «Марка»] № 3422) | (ЦФА [АО «Марка»] № 3423) | (ЦФА [АО «Марка»] № 3424) | (ЦФА [АО «Марка»] № 3425) |

В июне 1968 года серия была переиздана. Новый тираж выполнили металлографическим способом, причём марки в 20 копеек и 1 рубль — в изменённых цветах.
|                           |                           |                           |                           |
| (ЦФА [АО «Марка»] № 3426) | (ЦФА [АО «Марка»] № 3427) | (ЦФА [АО «Марка»] № 3428) | (ЦФА [АО «Марка»] № 3429) |
|                           |                           |                           |                           |
| (ЦФА [АО «Марка»] № 3430) | (ЦФА [АО «Марка»] № 3431) | (ЦФА [АО «Марка»] № 3432) | (ЦФА [АО «Марка»] № 3433) |
|                           |                           |                           |                           |
| (ЦФА [АО «Марка»] № 3434) | (ЦФА [АО «Марка»] № 3435) | (ЦФА [АО «Марка»] № 3436) | (ЦФА [АО «Марка»] № 3437) |

В апреле 1969 года марка номиналом в 4 копейки (офсетная печать) была выпущена на флуоресцентной бумаге, имеющей ярко золотистое свечение в ультрафиолетовых лучах. Она выпускалась в листах из 50 (10 × 5), а не из 100 марок, как обычно. Кроме того, эта марка известна без номинала и текста. Подобные марки использовались для настройки почтовых автоматов.
В ноябре 1969 года тиражом в 4 млн экземпляров была выпущена марка номиналом в 4 копейки. На ней художник Е. Анискин изобразил кремлёвскую звезду на фоне Государственного герба СССР. Миниатюра предназначалась для почтовых автоматов. Она печаталась способом глубокой печати, рулонами по 1000 штук. На клеевой стороне каждой пятой марки чёрной краской наносились порядковые контрольные номера.

### Двенадцатый выпуск (1976—1978)
Двенадцатый стандартный выпуск поступил в обращение в апреле—декабре 1976 года. Серия состояла из марок 12 номиналов. Первоначально были отпечатаны марки высоких номиналов (от 20 копеек до 1 рубля). Они были увеличенного формата. Тираж составлял 3,5 млн полных серий. В декабре отпечатали остальные миниатюры серии. Их тираж составил 9 млн полных серий. На марках художник Е. Анискин изобразил следующие сюжеты: орден «За службу Родине в Вооружённых Силах СССР» (1 копейка), медали «Золотая звезда» и «Серп и Молот» (2 копейки), скульптуру «Рабочий и колхозница» (3 копейки), Государственный герб СССР (4 копейки), самолёт «ТУ-154» (6 копеек), Орден Трудовой Славы I степени (10 копеек), золотую медаль имени Ю. А. Гагарина (12 копеек), медаль лауреата Международной Ленинской премии «За укрепление мира между народами» (16 копеек), барельефы К. Маркса и В. И. Ленина (20 копеек), здание СЭВ в Москве (30 копеек), портрет В. И. Ленина (50 копеек), Земля, опоясанная орбитами космических кораблей (1 рубль). Марки были отпечатаны металлографическим способом на мелованной бумаге.
В сентябре—ноябре 1977 года марки переиздали. Новый тираж был отпечатан офсетным способом на обыкновенной бумаге. Как и в случае с первым тиражом, вначале были выпущены миниатюры высоких номиналов.
В августе 1978 года серия была дополнена двумя марками номиналами в 15 (Останкинская телебашня) и 32 копейки (самолёт Ил-76 на фоне розы ветров). Они предназначались для оплаты простых и авиаписем, посылаемых за рубеж. На этих марках указан год выпуска 1978, в то время как на остальных марках серии 1976. Одновременно с выпуском новых номиналов вся серия была переиздана на мелованной бумаге, включая два дополнительных номинала.
|                           |                           |                           |                           |                           |
| (ЦФА [АО «Марка»] № 4599) | (ЦФА [АО «Марка»] № 4600) | (ЦФА [АО «Марка»] № 4601) | (ЦФА [АО «Марка»] № 4602) | (ЦФА [АО «Марка»] № 4603) |
|                           |                           |                           |                           |                           |
| (ЦФА [АО «Марка»] № 4604) | (ЦФА [АО «Марка»] № 4605) | (ЦФА [АО «Марка»] № 4860) | (ЦФА [АО «Марка»] № 4606) | (ЦФА [АО «Марка»] № 4607) |
|                           |                           |                           |                           |                           |
| (ЦФА [АО «Марка»] № 4608) | (ЦФА [АО «Марка»] № 4864) | (ЦФА [АО «Марка»] № 4609) | (ЦФА [АО «Марка»] № 4610) |                           |

### Тринадцатый выпуск (1980—1992)
С декабря 1980 по апрель 1992 года эмитировался ряд выпусков марок тринадцатого стандарта. В декабре 1980 года была выпущена миниатюра номиналом в 3 копейки, на которой художник А. Калашников изобразил Государственный флаг СССР над куполом здания Совета министров СССР. Она была отпечатана металлографическим способом на мелованной бумаге.
В апреле 1982 года вышла марка с номиналом в 45 копеек с изображением Спасской башни Московского Кремля (художник Н. Черкасов). Она была отпечатана способом офсетной печати на мелованной бумаге. Миниатюра этого номинала переиздавалась дважды: в октябре 1982 года — металлографическим способом на мелованной бумаге и в мае 1984 года — офсетом на простой бумаге.
В декабре 1982 года была выпущена пятикопеечная миниатюра (ЦФА [АО «Марка»] № 5357). На ней художник Г. Комлев изобразил эмблему почтовой связи и средства доставки почты. Марка была отпечатана офсетным способом на мелованной бумаге. В мае 1983 года её переиздали, отпечатав офсетным способом на простой бумаге и в изменённом цвете — голубом вместо голубовато-зелёного.
В сентябре 1984 года вышли сразу четыре высокономинальные марки, на которых художник Ю. Арцименев изобразил следующие сюжеты: соболь на стволе сибирского кедра (35 копеек), атомный ледокол во льдах (2 рубля), ребёнок на фоне планеты Земля (3 рубля) и земной шар и пальмовая ветвь (5 рублей). Миниатюры номиналами в 35 копеек и 2 рубля были отпечатаны офсетным способом, номиналами в 3 и 5 рублей — металлографическим на мелованной бумаге. Все марки этого выпуска в разное время переиздавали. Так, марка номиналом в 35 копеек была отпечатана в марте 1988 года офсетом на простой бумаге. Марку номиналом в 2 рубля переиздавали дважды: в августе 1991 года — офсетом на простой бумаге, а в апреле 1992 года — в беззубцовом варианте. Она стала последней маркой с надписью «Почта СССР». Марки номиналами в 3 и 5 рублей переиздали, отпечатав офсетом на простой бумаге, в июне и ноябре 1991 года соответственно. При этом у трёхрублёвой марки был изменён цвет — оливковый вместо коричневато-серого.
В январе 1986 года серия была дополнена миниатюрой номиналом в 50 копеек с изображением Большого Кремлёвского дворца. Её автором также был Ю. Арцименев. Марка была отпечатана офсетной печатью на мелованной бумаге.
|                           |                           |                           |                           |                           |                           |
| (ЦФА [АО «Марка»] № 5548) | (ЦФА [АО «Марка»] № 5287) | (ЦФА [АО «Марка»] № 5699) | (ЦФА [АО «Марка»] № 5549) | (ЦФА [АО «Марка»] № 5550) | (ЦФА [АО «Марка»] № 5551) |

### Четырнадцатый выпуск (1988—1992)
Автором последнего четырнадцатого стандартного выпуска, вышедшего в обращение в декабре 1988 — декабре 1989 года, был художник В. Коваль. Серия включала в себя 12 миниатюр со следующими сюжетами: конный гонец (1 копейка), крейсер «Аврора» (3 копейки), Спасская башня Московского Кремля (4 копейки), Герб и флаг СССР (5 копеек), скульптура «Рабочий и колхозница» (10 копеек), установка дальней космической радиосвязи (15 копеек), атрибуты литературы и искусства (20 копеек), скульптура «Дискобол» на фоне олимпийских колец (25 копеек), пингвины и карта Антарктиды (30 копеек), скульптура Меркурия (35 копеек), стерхи (50 копеек), памятник Всемирному почтовому союзу в Берне (1 рубль). Первый тираж, поступивший в обращение в декабре 1988 года, был отпечатан металлографическим способом на мелованной бумаге. Второй, выпущенный в обращение в декабре 1989 года, — офсетом на простой бумаге.
|                           |                           |                           |                           |                           |                           |
| (ЦФА [АО «Марка»] № 6013) | (ЦФА [АО «Марка»] № 6014) | (ЦФА [АО «Марка»] № 6015) | (ЦФА [АО «Марка»] № 6016) | (ЦФА [АО «Марка»] № 6017) | (ЦФА [АО «Марка»] № 6018) |
|                           |                           |                           |                           |                           |                           |
| (ЦФА [АО «Марка»] № 6019) | (ЦФА [АО «Марка»] № 6020) | (ЦФА [АО «Марка»] № 6021) | (ЦФА [АО «Марка»] № 6022) | (ЦФА [АО «Марка»] № 6023) | (ЦФА [АО «Марка»] № 6024) |

В марте-июне 1991 года эмитировались дополнительные выпуски марок четырнадцатого стандарта, автором которых был также В. Коваль. В марте вышла серия из четырёх марок, отпечатанных офсетной печатью на мелованной бумаге. На них были изображены: средства доставки почты XIX века (2 копейки), современные средства доставки почты (7 копеек), система «Энергия» и комплекс «Буран» (12 копеек) и спутник связи «Горизонт» (13 копеек). В апреле всю серию переиздали на простой бумаге, отпечатав также офсетным способом. В июне марку номиналом в 7 копеек отпечатали способом глубокой печати на простой бумаге.
|                           |                           |                           |                           |
| (ЦФА [АО «Марка»] № 6298) | (ЦФА [АО «Марка»] № 6299) | (ЦФА [АО «Марка»] № 6300) | (ЦФА [АО «Марка»] № 6301) |

С 1992 года марки четырнадцатого стандартного выпуска использовались в странах СНГ и Балтии как самостоятельно, так и при смешанной франкировке почтовых отправлений вместе с марками стран СНГ и Балтии.